# Marie van Regteren Altena

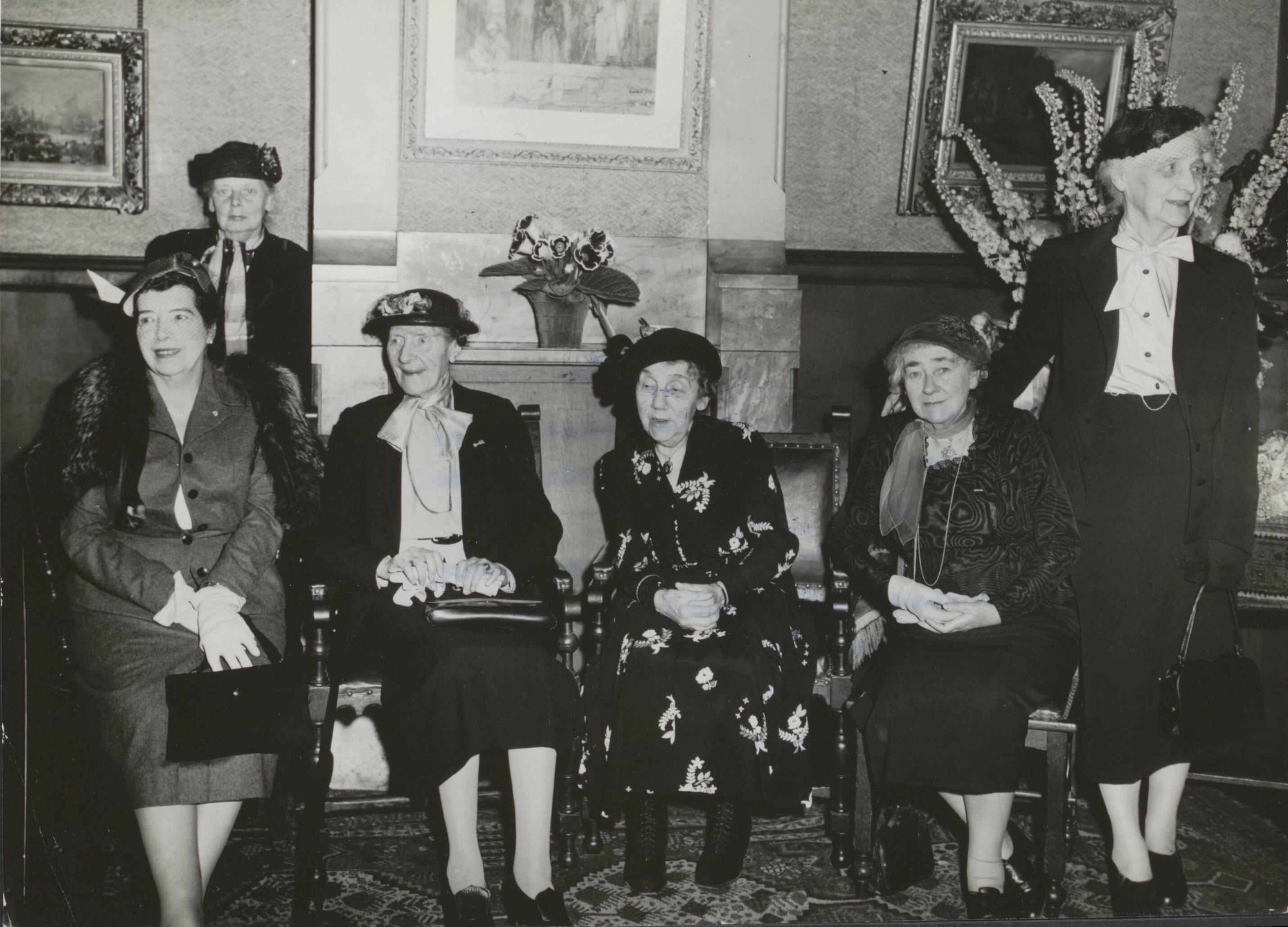
Van Regteren Altena und die Amsterdamse Joffers (1956)

Marie Engelina van Regteren Altena (* 28. Dezember 1868 in Amsterdam; † 6. Juli 1958 ebenda) war eine niederländische Porträtmalerin und Mitglied der Amsterdamse Joffers.

## Leben
Marie van Regteren Altena wurde als Tochter von Johan Quirijn van Regteren Altena (1832–1915), Direktor des Deli Maatschappij, und Gerardina Maria Jonker (1836–1910) in Amsterdam geboren. ihr Bruder Martinus wurde Maler und Grafiker, ihre Schwester Jo wurde Designerin.
1891 wurde sie Schülerin von Geo Poggenbeek, zwischen 1893 und 1896 studierte sie an der Rijksakademie van beeldende kunsten bei August Allebé, Carel Lodewijk Dake und Maurits van der Valk. Sie lernte Jo Strumpff, Lizzy Ansingh und Nelly Bodenheim kennen und bildete zusammen mit Ans van den Berg, Coba Ritsema, Jacoba Surie und Betsy Westendorp-Osieck die Amsterdam Joffers.
Sie malte meist Aquarelle, Stillleben und Blumen.

## Ausstellungen (Auswahl)
- 1903: Amsterdam
- Boymans van Beuningen in Rotterdam

## Mitgliedschaften
- Arti et Amicitiae
- Sint Lucas
- Pulchri Studio, Den Haag